# Archeologisch Museum van Sousse
Het Archeologisch Museum van Sousse (Arabisch: المتحف الأثري بسوسة; Frans: Musée archéologique de Sousse) is een archeologisch museum, gehuisvest in de kasba van de UNESCO-beschermde medina van Sousse, dat bekend staat voor zijn mozaïeken. Het werd opgericht in 1897 en heropende in 2012 na verbouwingen.

## De Collectie
Het museum heeft zowel Punische, Romeinse als Christelijke artefacten in zijn collectie, die vooral afkomstig zijn uit opgravingen uit zowel het oude Hadrumetum (het huidige Sousse) en als andere steden uit de Tunesische Sahel, waaronder Thysdrus (het huidige El Djem). De vroeg-christelijke vondsten, waaronder ook vele mozaïeken, komen voornamelijk uit de catacomben van Sousse.  

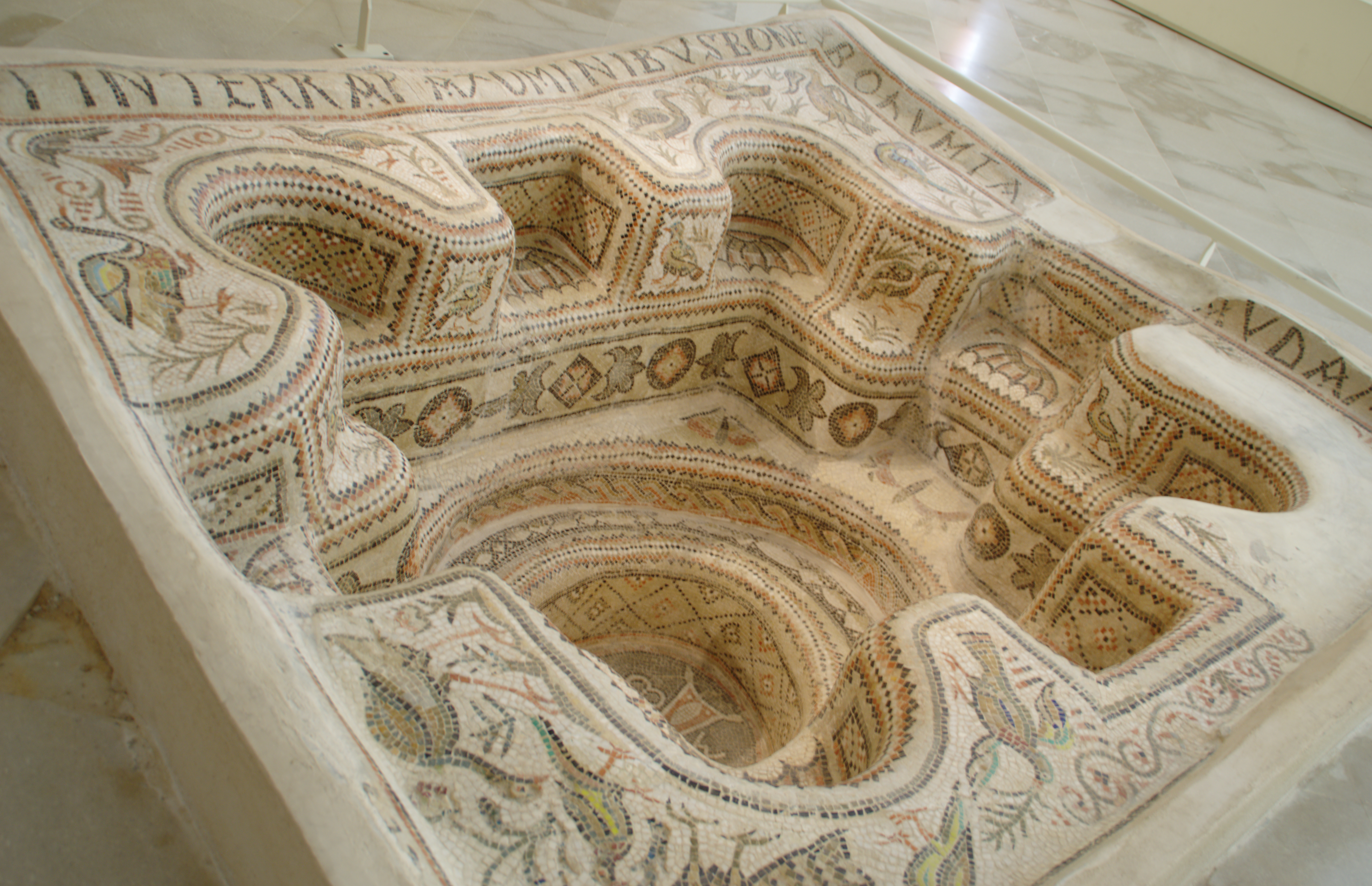
Doopvont van Bekalta
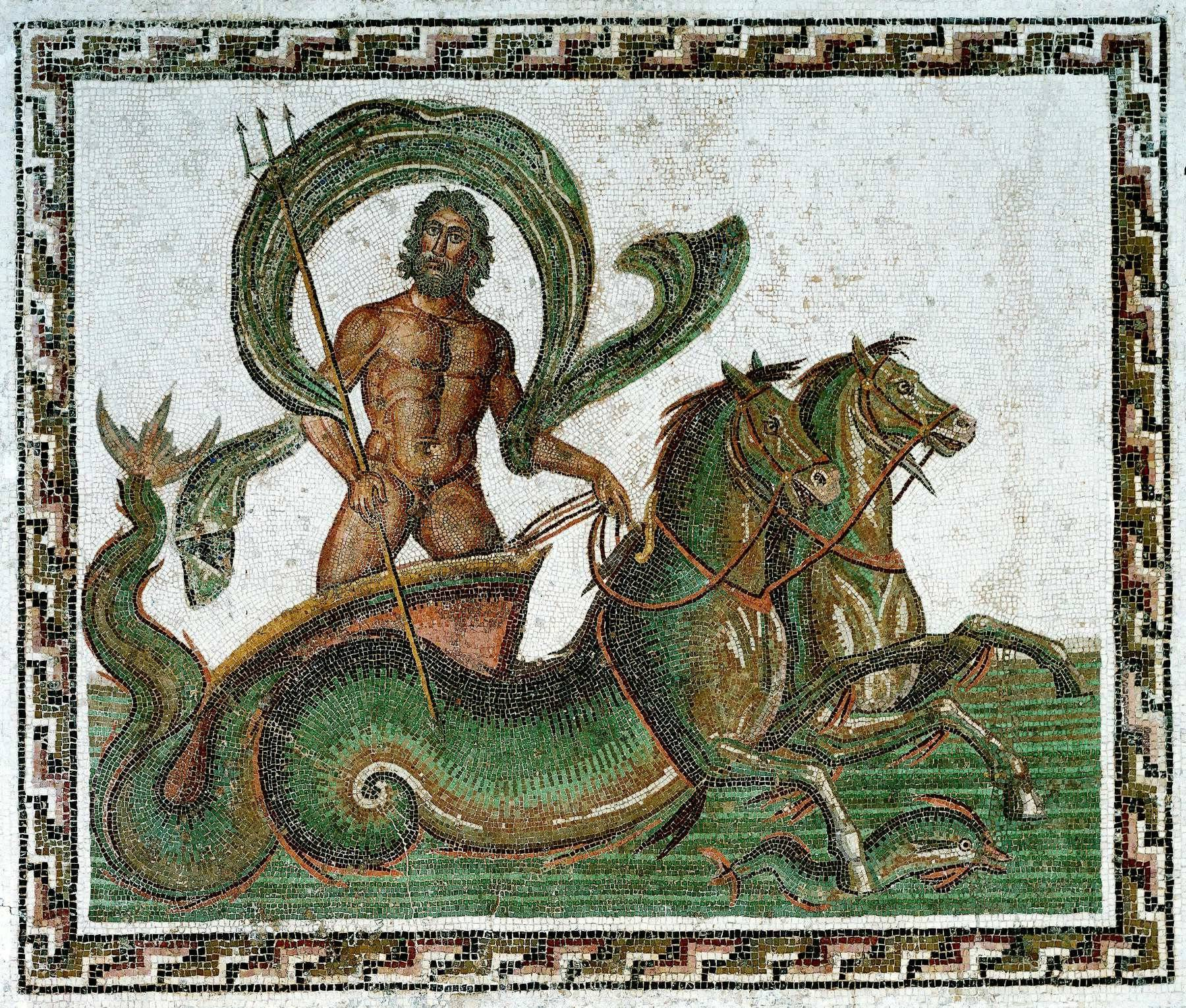
Mozaiek Neptunus
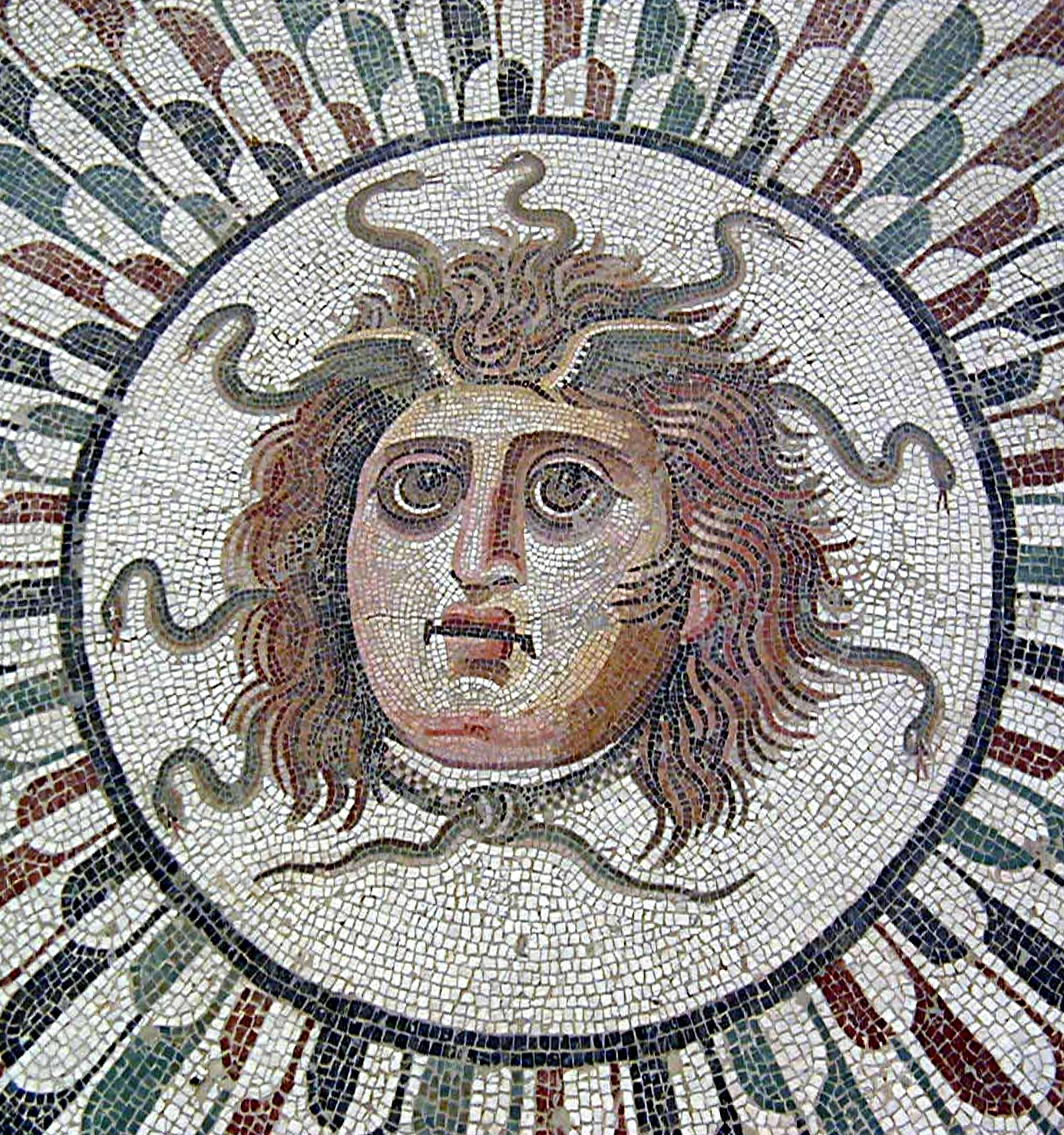
Mozaiek Medusa
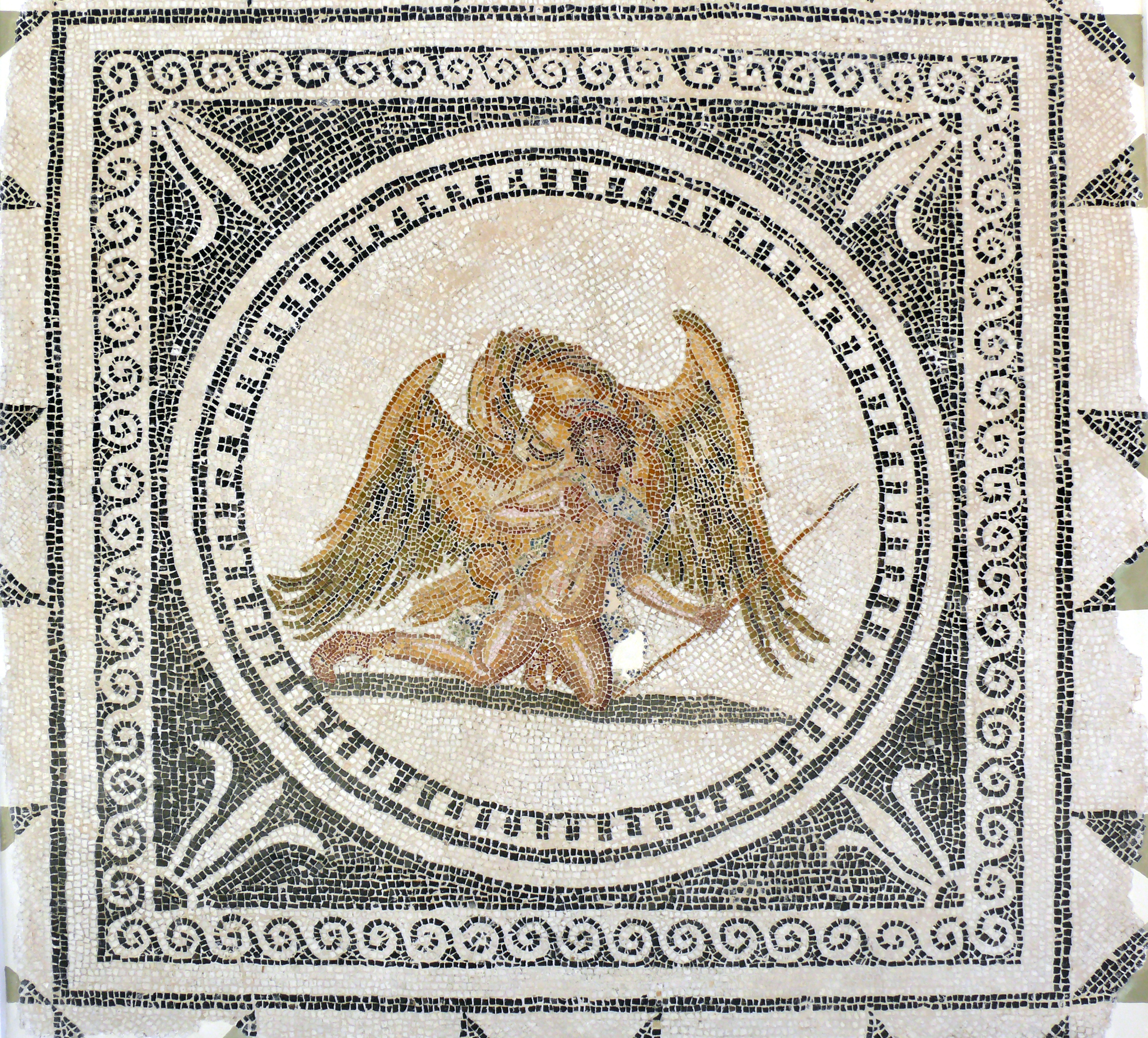
Mozaiek Ganymedes